# Inlandsbahn (Linie)
| Kopfbahnhof Streckenanfang | 0   | Gällivare                                         | Gällivare                                         |
| Haltepunkt / Haltestelle   | 029 | Avvakajjo                                         | Avvakajjo                                         |
| Haltepunkt / Haltestelle   | 053 | Porjus                                            | Porjus                                            |
| Bahnhof                    | 094 | Vajkijaur Mahlzeit                                | Vajkijaur Mahlzeit                                |
| Haltepunkt / Haltestelle   | 100 | Jokkmokk                                          | Jokkmokk                                          |
| Bahnhof                    | 107 | Geografiska Polcirkeln Fotohalt                   | Geografiska Polcirkeln Fotohalt                   |
| Haltepunkt / Haltestelle   | 159 | Kitajaur                                          | Kitajaur                                          |
| Bahnhof                    | 163 | Kåbdalis                                          | Kåbdalis                                          |
| Haltepunkt / Haltestelle   | 201 | Varjisträsk                                       | Varjisträsk                                       |
| Haltepunkt / Haltestelle   | 213 | Piteälvsbron                                      | Piteälvsbron                                      |
| Bahnhof                    | 225 | Moskosel Mahlzeit, Eisenbahnmuseum                | Moskosel Mahlzeit, Eisenbahnmuseum                |
| Spitzkehrbahnhof links     | 273 | Arvidsjaur Fahrtrichtungswechsel                  | Arvidsjaur Fahrtrichtungswechsel                  |
| Haltepunkt / Haltestelle   | 298 | Avaviken                                          | Avaviken                                          |
| Haltepunkt / Haltestelle   | 306 | Renviken                                          | Renviken                                          |
| Haltepunkt / Haltestelle   | 326 | Slagnäs                                           | Slagnäs                                           |
| Haltepunkt / Haltestelle   | 342 | Buresjön                                          | Buresjön                                          |
| Bahnhof                    | 362 | Sorsele Eisenbahnmuseum                           | Sorsele Eisenbahnmuseum                           |
| Haltepunkt / Haltestelle   | 385 | Blattnicksele                                     | Blattnicksele                                     |
| Haltepunkt / Haltestelle   | 397 | Sandsjönäs                                        | Sandsjönäs                                        |
| Haltepunkt / Haltestelle   | 434 | Storuman                                          | Storuman                                          |
| Haltepunkt / Haltestelle   | 475 | Vojmån                                            | Vojmån                                            |
| Bahnhof                    | 499 | Vilhelmina Norra Mahlzeit                         | Vilhelmina Norra Mahlzeit                         |
| Haltepunkt / Haltestelle   | 502 | Vilhelmina                                        | Vilhelmina                                        |
| Haltepunkt / Haltestelle   | 524 | Meselefors                                        | Meselefors                                        |
| Haltepunkt / Haltestelle   | 526 | Meselefors Camping                                | Meselefors Camping                                |
| Haltepunkt / Haltestelle   | 558 | Dorotea                                           | Dorotea                                           |
| Haltepunkt / Haltestelle   | 559 | Dorotea Camping                                   | Dorotea Camping                                   |
| Bahnhof                    | 579 | Hoting Kaffeepause bei Fahrt nach Süden           | Hoting Kaffeepause bei Fahrt nach Süden           |
| Haltepunkt / Haltestelle   | 581 | Hoting Camping                                    | Hoting Camping                                    |
| Haltepunkt / Haltestelle   | 611 | Lövberga                                          | Lövberga                                          |
| Haltepunkt / Haltestelle   | 631 | Ulriksfors                                        | Ulriksfors                                        |
| Haltepunkt / Haltestelle   | 648 | Hallviken                                         | Hallviken                                         |
| Bahnhof                    | 666 | Jämtlands Sikås Kaffeepause bei Fahrt nach Norden | Jämtlands Sikås Kaffeepause bei Fahrt nach Norden |
| Haltepunkt / Haltestelle   | 684 | Munkflohögen                                      | Munkflohögen                                      |
| Haltepunkt / Haltestelle   | 701 | Norderåsen                                        | Norderåsen                                        |
| Haltepunkt / Haltestelle   | 708 | Häggenås                                          | Häggenås                                          |
| Haltepunkt / Haltestelle   | 718 | Lit                                               | Lit                                               |
| Haltepunkt / Haltestelle   | 774 | Jamtli                                            | Jamtli                                            |
| Haltepunkt / Haltestelle   | 745 | Östersund Västra                                  | Östersund Västra                                  |
| Kopfbahnhof Streckenende   | 746 | Östersund Central                                 | Östersund Central                                 |

| Haltepunkt / Haltestelle Streckenanfang | 0   | Östersund Västra                 | Östersund Västra                 |
| Bahnhof                                 | 01  | Östersund Central                | Östersund Central                |
| Haltepunkt / Haltestelle                | 015 | Brunflo                          | Brunflo                          |
| Haltepunkt / Haltestelle                | 027 | Tandsbyn                         | Tandsbyn                         |
| Haltepunkt / Haltestelle                | 037 | Fåker                            | Fåker                            |
| Haltepunkt / Haltestelle                | 046 | Hackås                           | Hackås                           |
| Haltepunkt / Haltestelle                | 067 | Svenstavik Centrum               | Svenstavik Centrum               |
| Haltepunkt / Haltestelle                | 071 | Rörösjön                         | Rörösjön                         |
| Bahnhof                                 | 082 | Åsarna Södra Mahlzeit            | Åsarna Södra Mahlzeit            |
| Haltepunkt / Haltestelle                | 092 | Kvarnsjö                         | Kvarnsjö                         |
| Haltepunkt / Haltestelle                | 102 | Röjan                            | Röjan                            |
| Haltepunkt / Haltestelle                | 110 | Nederhögen                       | Nederhögen                       |
| Haltepunkt / Haltestelle                | 123 | Sörtjärn                         | Sörtjärn                         |
| Haltepunkt / Haltestelle                | 136 | Överhogdal                       | Överhogdal                       |
| Haltepunkt / Haltestelle                | 145 | Ytterhogdal                      | Ytterhogdal                      |
| Haltepunkt / Haltestelle                | 172 | Älvros                           | Älvros                           |
| Haltepunkt / Haltestelle                | 185 | Sveg                             | Sveg                             |
| Haltepunkt / Haltestelle                | 188 | Bäckedal                         | Bäckedal                         |
| Bahnhof                                 | 219 | Fågelsjö Mahlzeit                | Fågelsjö Mahlzeit                |
| Haltepunkt / Haltestelle                | 232 | Tandsjöborg                      | Tandsjöborg                      |
| Haltepunkt / Haltestelle                | 239 | Lillhamra                        | Lillhamra                        |
| Haltepunkt / Haltestelle                | 242 | Vassjön                          | Vassjön                          |
| Haltepunkt / Haltestelle                | 257 | Älvho                            | Älvho                            |
| Bahnhof                                 | 279 | Björnidet Ausflug zur Bärenhöhle | Björnidet Ausflug zur Bärenhöhle |
| Haltepunkt / Haltestelle                | 296 | Tallhed                          | Tallhed                          |
| Haltepunkt / Haltestelle                | 308 | Orsa                             | Orsa                             |
| Haltepunkt / Haltestelle                | 316 | Vattnäs                          | Vattnäs                          |
| Bahnhof                                 | 321 | Mora                             | Mora                             |
| Haltepunkt / Haltestelle Streckenende   | 321 | Morastrand                       | Morastrand                       |

| Kopfbahnhof Streckenanfang | 0   | Mora         | Mora         |
| Haltepunkt / Haltestelle   | 041 | Rättvik      | Rättvik      |
| Haltepunkt / Haltestelle   | 062 | Leksand      | Leksand      |
| Haltepunkt / Haltestelle   | 105 | Borlänge C   | Borlänge C   |
| Haltepunkt / Haltestelle   | 151 | Ludvika      | Ludvika      |
| Haltepunkt / Haltestelle   | 166 | Grängesberg  | Grängesberg  |
| Haltepunkt / Haltestelle   | 186 | Ställdalen   | Ställdalen   |
| Haltepunkt / Haltestelle   | 207 | Bredsjö      | Bredsjö      |
| Haltepunkt / Haltestelle   | 224 | Hällefors    | Hällefors    |
| Haltepunkt / Haltestelle   | 232 | Gryhyttan    | Gryhyttan    |
| Haltepunkt / Haltestelle   | 257 | Nykroppa     | Nykroppa     |
| Haltepunkt / Haltestelle   | 269 | Storfors     | Storfors     |
| Haltepunkt / Haltestelle   | 281 | Nässundet    | Nässundet    |
| Kopfbahnhof Streckenende   | 297 | Kristinehamn | Kristinehamn |

Die Inlandsbanan (deutsch Binnenlandbahn, wörtlich übersetzt Inlandsbahn) ist eine Eisenbahnlinie in Mittel- und Nordschweden zwischen Gällivare im Norden und Mora im Süden, die überwiegend dem touristischen Verkehr dient.
Sie wird von der Eisenbahngesellschaft Inlandsbanan AB betrieben. Befahren wird der nördliche und mittlere Abschnitt der schwedischen Eisenbahnstrecke „Inlandsbahn“.

## Angebot

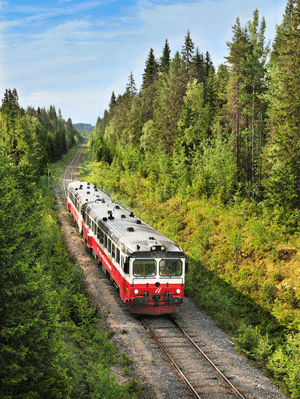
Zug der Inlandsbanan AB aus Dieseltriebwagen der Baureihe SJ Y1

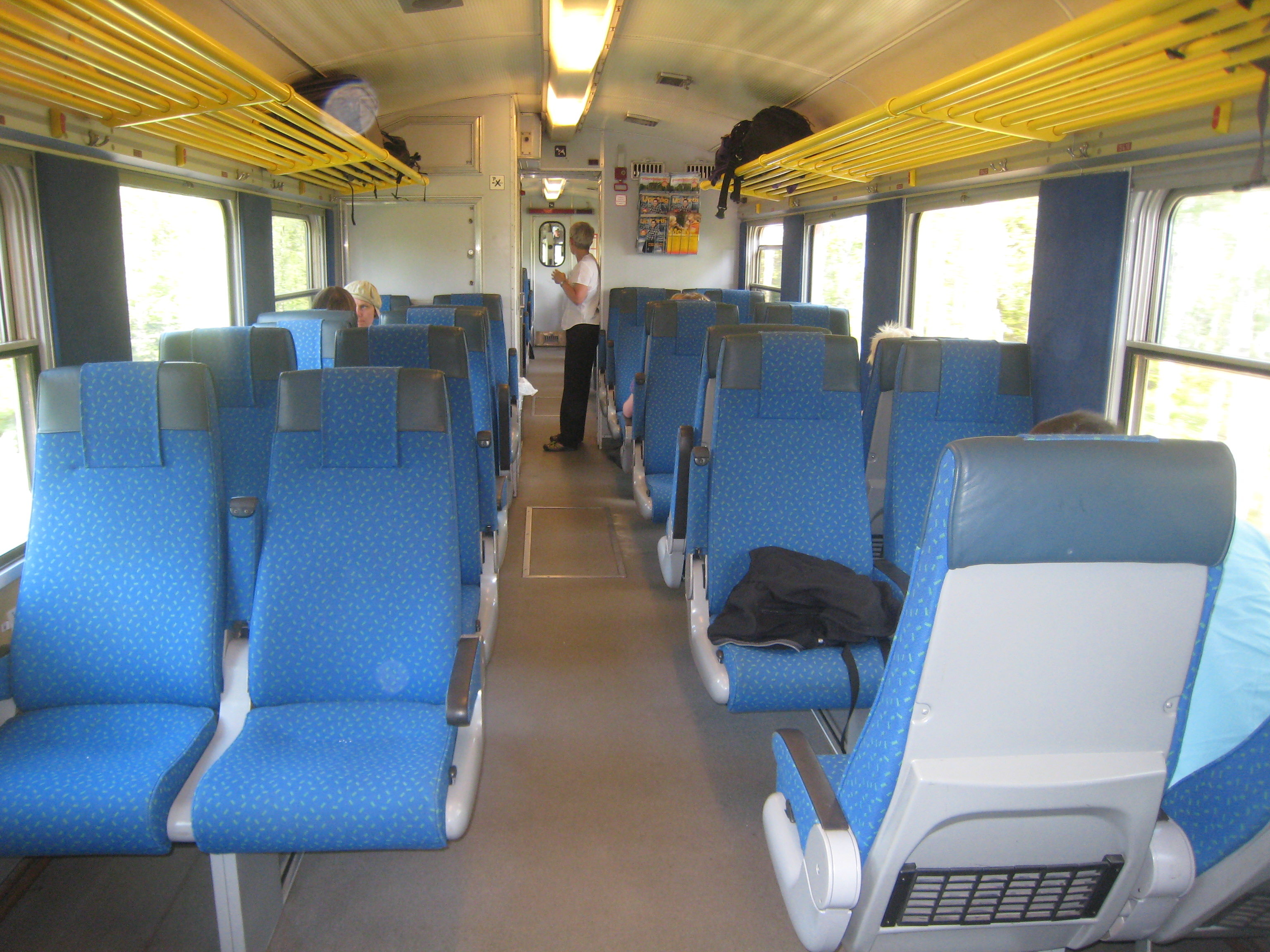
Innenansicht eines Dieseltriebwagens der Baureihe SJ Y1 der Inlandsbanan AB

Die Linie wird in zwei Abschnitten bedient, dem südlichen Teil zwischen Östersund und Mora und dem nördlichen Teil zwischen Östersund und Gällivare. In ihrer vollen Länge wird die Verbindung nur in den Sommermonaten von Juni bis August angeboten (Stand Juni 2025). Die Verbindung wird mit Dieseltriebwagen der Baureihe SJ Y1 gefahren. Einige davon besitzen im Fahrgastraum Monitore, auf denen die Sicht auf die Strecke aus der Perspektive des Triebfahrzeugführers übertragen wird.
Diese Fahrzeuge sollen in nächster Zeit durch Triebwagen der Bauart LINT 41 ersetzt werden, die gebraucht in den Niederlanden gekauft wurden. Ein erstes Fahrzeug ist in Östersund eingetroffen, vier weitere werden derzeit (2019) zunächst in Polen für den touristischen Einsatz auf der Inlandsbahn aufgearbeitet.
Da die überwiegende Zahl der Fahrgäste Touristen sind, wird die Fahrt fahrplanmäßig einige Male unterbrochen, um Attraktionen zu besichtigen (beispielsweise eine Bärenhöhle am Haltepunkt Björnidet oder am Polarkreis). Für Kaffeepausen und Mahlzeiten werden längere Halte eingelegt. Mahlzeiten können im Voraus beim Zugpersonal bestellt werden. Interrail-Fahrkarten werden anerkannt und es gibt mit der Inlandsbanekortet eine 14 Tage gültige „Netzkarte“ für beliebig viele Fahrten auf der Linie. Platzreservierungen werden empfohlen. Während der gesamten Fahrt wird kostenlos WLAN geboten; eine App zeigt die genaue Position auf einer Karte an und bietet Informationen zu Sehenswertem entlang der Strecke.

### Nördlicher Abschnitt
Der nördliche Teil der Linie von Östersund nach Gällivare wird bei entsprechendem Aufkommen an Reisenden in Doppeltraktion mit zwei Triebwagen der Baureihe SJ Y1 befahren. Sonst kommen einzelne Fahrzeuge zum Einsatz. Aufgrund der Streckenlänge ist eine Hin- und Rückfahrt eines einzigen Zuges an einem Tag nicht möglich. Es verkehren deshalb zwei Züge in entgegengesetzter Richtung. Die Fahrt dauert über 13 Stunden. Die planmäßige Kreuzung findet im Bahnhof Sorsele statt. Von 2010 bis 2012 gab es vorwiegend im Juli eine zusätzliche Zugverbindung zwischen Östersund und Storuman; diese Verbindung wurde 2013 eingestellt.

### Südlicher Abschnitt

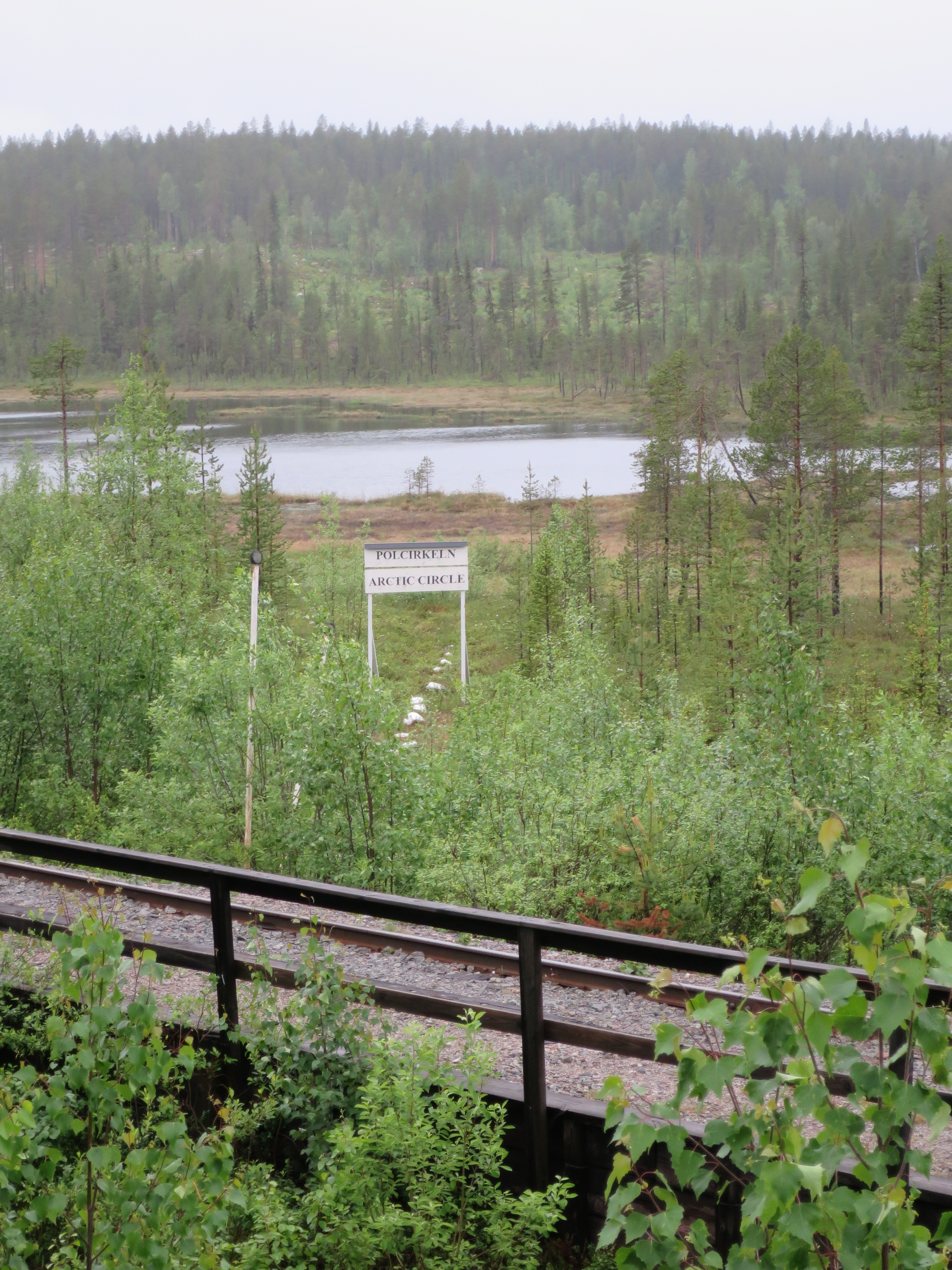
Inlandsbahn kreuzt Polarkreis

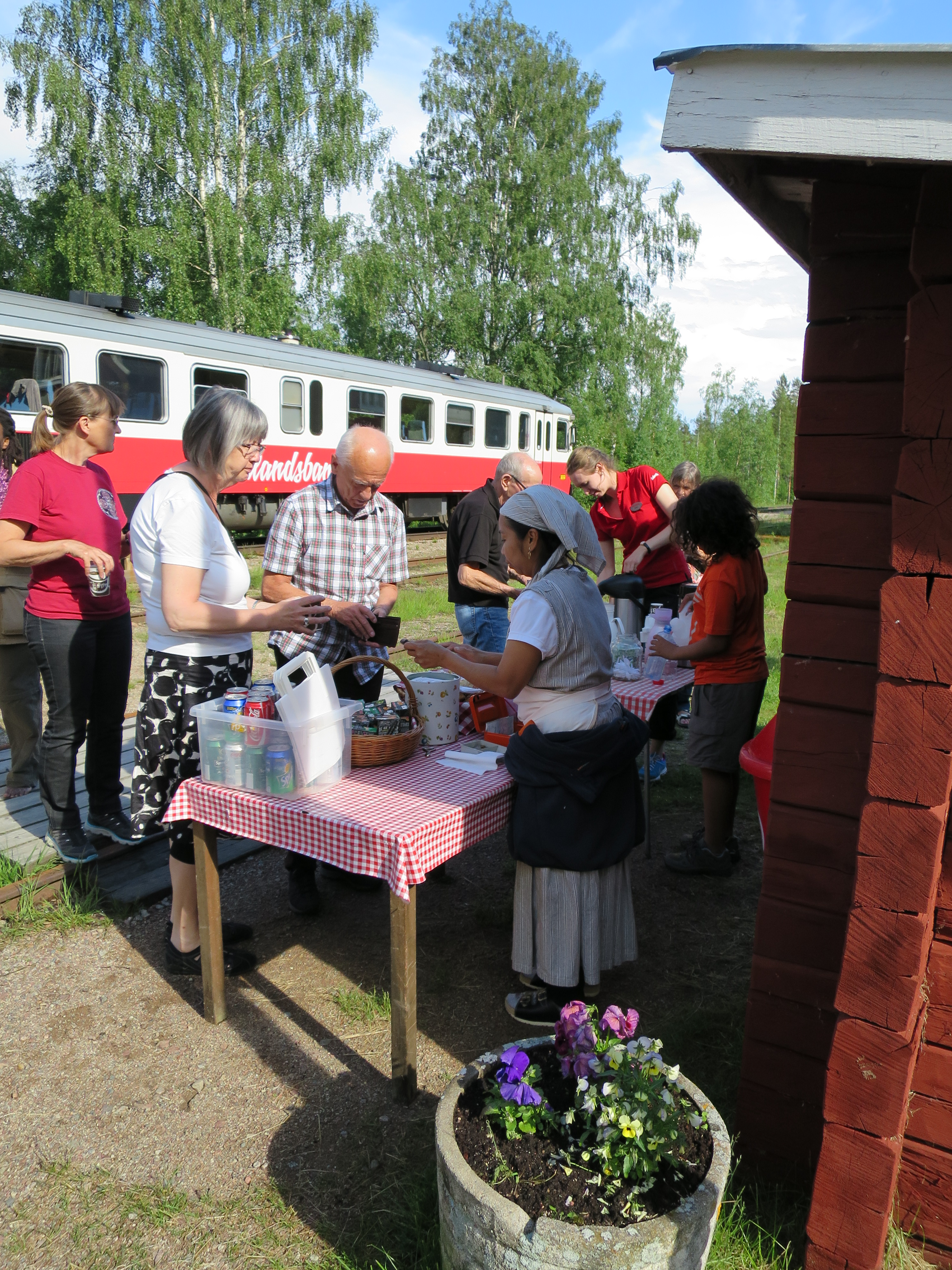
Kaffeepause in Fågelsjö

Der südliche Teil der Linie wird in jeder Richtung – seit dem Fahrplan 2012/2013 ganzjährig – täglich einmal bedient. Dabei wird normalerweise ein Triebwagen der Baureihe SJ Y1 eingesetzt. Aufgrund der Streckenlänge ist eine Hin- und Rückfahrt eines einzigen Zuges an einem Tag möglich. Von 2010 bis 2012 gab es vorwiegend im Juli eine zusätzliche Zugverbindung zwischen Östersund und Mora, so dass hier zwei Züge gleichzeitig und gegenläufig auf der Strecke unterwegs waren. Diese Verbindung wurde 2013 eingestellt. Hauptsächlich für Schüler und Studenten bot Inlandsbanan AB in Zusammenarbeit mit Länstrafiken i Jämtlands län an Wochenenden zusätzlich eine Zugverbindung zwischen Östersund und Sveg an, die ab 2010 bis Mora verlängert wurde. Nach dem Ende des Sommerfahrplanes 2013 wurde diese Verbindung komplett gestrichen.
Zwischen Mora und Kristinehamn gibt es ein Anschlussangebot, das vom Eisenbahnverkehrsunternehmen Tågåkeriet i Bergslagen gefahren wird. Da südlich von Mora die Inlandsbahn nicht mehr durchgängig befahrbar ist, fahren deren Züge über Borlänge und treffen erst in Nykroppa auf die alte Strecke.

## Attraktionen im Umfeld der Bahn (von Nord nach Süd)
- Kupfermine Aitik – 20 km von Gällivare
- Wasserkraftwerk Porjus
- Nationalpark Muddus – 30 km nördlich von Jokkmokk
- Dampfzugfahrt Arvidsjaur–Slagnäs
- Gimegoults – Naturschutzgebiet 15 km nordöstlich von Sorsele, rund 5 km nördlich von Heden
- Automuseum Hoting
- Storsjön – See bei Östersund mit Dampfschiff S/S Thomée
- Elchpark Moose Garden bei Östersund
- Nationalpark Sonfjället – 60 km nordwestlich von Sveg
- UNESCO-Welterbe Hälsingehof Gammelgård in Fågelsjö
- Nationalpark Hamra – 10 km südöstlich von Fågelsjö, 10 km nördlich von Tandsjöborg
- Freizeitanlage Orsa Grönklitt – 13 km vom Ort Orsa entfernt
- Siljan – See bei Mora
- Vasaloppsleden – (Ski-)Wanderweg von Sälen über Evertsberg bis nach Mora